# みなみのさんかく座デルタ星
みなみのさんかく座δ星 (δ TrA / δ Trianguli Australis) は、みなみのさんかく座に位置する連星である。
主星みなみのさんかく座δ星Aは黄色のG型超巨星で、+3.86等級である。伴星みなみのさんかく座δ星Bは12等級で、地球から観望すると主星から30秒離れて見える。